# Glossotrophia ghirshmani
Glossotrophia ghirshmani är en fjärilsart som beskrevs av Edward P. Wiltshire 1966. Glossotrophia ghirshmani ingår i släktet Glossotrophia och familjen mätare. Inga underarter finns listade i Catalogue of Life.